# Chraplewo (powiat szamotulski)
Chraplewo – osada leśna (leśniczówka) w Polsce położona w województwie wielkopolskim, w powiecie szamotulskim, w gminie Obrzycko. Miejscowość wchodzi w skład sołectwa Zielonagóra.